# Роопе Ріскі
Роопе Ріскі (фін. Roope Riski, 16 серпня 1991, Аскайнен) — фінський футболіст, нападник «Падерборна 07»

## Клубна кар'єра
Займався футболом в академії клубу ТПС, проте на дорослому рівні дебютував 2009 року у клубі АІФК з третього фінського дивізіону, де грав на правах оренди. У 2010 році недовго пограв за рідний клуб, після чого знову був відданий в оренду — цього разу в «Віікінгіт» з другого фінського дивізіону, де грав до кінця року.
27 січня 2011 року перейшов в «Чезену». Дебютував у Серії А 19 березня 2011 року в матчі проти «Лаціо» на «Стадіо Олімпіко» (0:1) , вийшовши на поле на 69 хвилині замість Фабіо Казерти. Проте цей матч так і залишився для фіна єдиним за італійців і в подальшому він грав на правах оренди за рідний ТПС та норвезький «Генефосс».
У 2014 році підписав з «Генефоссом» повноцінний контракт, де провів наступний сезон, після чого перейшов в інший норвезький клуб «Гаугесун».
У липні 2015 року повернувся на батьківщину, перейшовши на правах оренди до клубу СІК. Разом з командою виграв чемпіонат Фінляндії 2015 року. У лютому 2016 року він підписав повноцінний контракт з клубом на два роки з можливістю продовження ще на один рік. У сезоні 2016 року клуб виграв Кубок Фінляндії, а Ріскі став найкращим бомбардиром фінської ліги з 17 голами. У січні 2017 року він був відданий в оренду до кінця сезону в «Падерборн 07» з третього німецького дивізіону.

## Кар'єра в збірній
З 2006 року виступав за збірні Фінляндії різних вікових категорій.
19 січня 2015 року дебютував у складі національної збірної Фінляндії в товариському матчі проти Швеції (1:0), де він забив єдиний гол у матчі. 

## Особисте життя
Його старший брат, Ріку Ріскі, також професійний футболіст та гравець збірної Фінляндії..

## Досягнення
- Чемпіон Фінляндії: 2015, 2020, 2021, 2022
- Володар Кубка Фінляндії: 2010, 2016, 2020
- Володар Кубка фінської ліги: 2023

### Індивідуальні
- Найкращий бомбардир чемпіонату Фінляндії: 2016 (17 голів), 2020 (16 голів)